# 聯合國大學計算與社會研究所
聯合國大學計算與社會研究所（United Nations University Computing and Society，縮寫UNU-CS），是聯合國大學系統下的研究所，位於澳門。成立於2015年，該所旨於作為聯合國和國際學術和公共政策社群之間的橋樑，以協助聯合國達成政策目標，培養下一代跨學科的科學家，包括電腦科學、社會科學及國際發展。
聯合國大學計算與社會研究所承續並取代聯合國大學國際軟件技術研究所（UNU-IIST），軟件技術研究所是由聯合國大學於1991年同場址成立，為聯合國、中國、澳門及葡萄牙政府協議下成立。在歷經過澳門主權易手，聯合國大學國際軟件技術研究所失去某種程度上的可見度。2015年，聯合國大學計算與社會研究所所長Michael L. Best全責重新建立新的研究所。
2022年，由聯合國大學澳門研究所取代聯合國大學計算與社會研究所。

## 施利華文第士屋宇
自1991年《中華人民共和國政府、聯合國大學、葡萄牙共和國政府和澳門總督關於聯合國大學國際軟件技術研究所建立、運行和以澳門為址的協定》生效時起，澳門基金會代表澳門執行該《協定》，並於1999年根據《協定》向該聯合國大學國際軟件技術研究所提供施利華文第士屋宇作為其固定辦公地點。

## 外部連結
- United Nations University on Computing and Society （页面存档备份，存于）
- United Nations University headquarters website （页面存档备份，存于）